# Systenotheca vortreidei
Systenotheca vortreidei là một loài thực vật có hoa trong họ Rau răm. Loài này được (Brandegee) Reveal & Hardham miêu tả khoa học đầu tiên năm 1989.